# Уйкани, Самир
Сами́р Уйка́ни (5 июля 1988, Вучитрн) — албанский и косовский футболист, вратарь итальянского клуба «Эмполи» и сборной Косова.

## Ранние годы
Уйкани родился в деревне Резник, которая сейчас является частью муниципалитета Вучитрн. Его семья переехала в Бельгию через шесть лет после его рождения.

## Международная карьера
Летом 2007 года Уйкани получил албанский паспорт и начал выступать за молодежную сборную. Он дебютировал 1 июня 2007 в матче против Италии. 6 октября 2008 года он получил вызов во взрослую сборную Албании на матчи квалификационного раунда Чемпионата мира против Венгрии и Португалии. 10 июня 2009 года Самир дебютировал за сборную в домашнем матче против Грузии.
В 2014 году Самир Уйкани принял решение играть за новосозданную сборную Косово. Дебютировал в ней 2 марта 2014 года в товарищеском матче против сборной Гаити.

## Статистика выступлений

### В сборной
| Матчи и пропущенные голы Самира Уйкани за сборную Косова | Матчи и пропущенные голы Самира Уйкани за сборную Косова | Матчи и пропущенные голы Самира Уйкани за сборную Косова | Матчи и пропущенные голы Самира Уйкани за сборную Косова | Матчи и пропущенные голы Самира Уйкани за сборную Косова | Матчи и пропущенные голы Самира Уйкани за сборную Косова | Матчи и пропущенные голы Самира Уйкани за сборную Косова |
| №                                                        | Дата                                                     | Место проведения                                         | Соперник                                                 | Счёт                                                     | Проп. голы                                               | Соревнование                                             |
| -------------------------------------------------------- | -------------------------------------------------------- | -------------------------------------------------------- | -------------------------------------------------------- | -------------------------------------------------------- | -------------------------------------------------------- | -------------------------------------------------------- |
| 1                                                        | 5 марта 2014                                             | Олимпийский стадион Адем Яшари, Косовска-Митровица       | Гаити                                                    | 0:0                                                      | 0                                                        | Товарищеский матч                                        |
| 2                                                        | 7 сентября 2014                                          | Городской стадион, Приштина                              | Оман                                                     | 1:0                                                      | 0                                                        | Товарищеский матч                                        |
| 3                                                        | 10 октября 2015                                          | Городской стадион, Приштина                              | Экваториальная Гвинея                                    | 2:0                                                      | 0                                                        | Товарищеский матч                                        |
| 4                                                        | 13 ноября 2015                                           | Городской стадион, Приштина                              | Албания                                                  | 2:2                                                      | 2                                                        | Товарищеский матч                                        |
| 5                                                        | 3 июня 2016                                              | Фольксбанк Штадион Франкфурт, Франкфурт-на-Майне         | Фареры                                                   | 2:0                                                      | 0                                                        | Товарищеский матч                                        |
| 6                                                        | 5 сентября 2016                                          | Веритас, Турку                                           | Финляндия                                                | 1:1                                                      | 1                                                        | Квалификация ЧМ 2018                                     |
| 7                                                        | 6 октября 2016                                           | Лоро Боричи, Шкодер                                      | Хорватия                                                 | 0:6                                                      | 6                                                        | Квалификация ЧМ 2018                                     |
| 8                                                        | 9 октября 2016                                           | Стадион Краковии, Краков                                 | Украина                                                  | 0:3                                                      | 3                                                        | Квалификация ЧМ 2018                                     |
| 9                                                        | 12 ноября 2016                                           | Анталья Арена, Анталья                                   | Турция                                                   | 0:2                                                      | 2                                                        | Квалификация ЧМ 2018                                     |
| 10                                                       | 24 марта 2017                                            | Лоро Боричи, Шкодер                                      | Исландия                                                 | 1:2                                                      | 2                                                        | Квалификация ЧМ 2018                                     |
| 11                                                       | 11 июня 2017                                             | Лоро Боричи, Шкодер                                      | Турция                                                   | 1:4                                                      | 2                                                        | Квалификация ЧМ 2018                                     |
| 11                                                       | 2 сентября 2017                                          | Максимир, Загреб                                         | Хорватия                                                 | 0:1                                                      | 1                                                        | Квалификация ЧМ 2018                                     |
| 12                                                       | 5 сентября 2017                                          | Лоро Боричи, Шкодер                                      | Финляндия                                                | 0:1                                                      | 1                                                        | Квалификация ЧМ 2018                                     |
| 13                                                       | 6 октября 2017                                           | Лоро Боричи, Шкодер                                      | Украина                                                  | 0:2                                                      | 2                                                        | Квалификация ЧМ 2018                                     |
| 14                                                       | 9 октября 2017                                           | Лаугардалсвёллур, Рейкьявик                              | Исландия                                                 | 0:2                                                      | 2                                                        | Квалификация ЧМ 2018                                     |
| 15                                                       | 13 ноября 2017                                           | Олимпийский стадион Адем Яшари, Митровица                | Латвия                                                   | 4:3                                                      | 3                                                        | Товарищеский матч                                        |
| 16                                                       | 24 марта 2018                                            | Жан Роллан, Франконвиль                                  | Мадагаскар                                               | 1:0                                                      | 0                                                        | Товарищеский матч                                        |
| 17                                                       | 27 марта 2018                                            | Жан Роллан, Франконвиль                                  | Буркина-Фасо                                             | 2:0                                                      | 0                                                        | Товарищеский матч                                        |
| 18                                                       | 29 мая 2018                                              | Летцигрунд, Цюрих                                        | Албания                                                  | 3:0                                                      | 0                                                        | Товарищеский матч                                        |

Итого: 18 матчей / 27 пропущенных голов; eu-football.info.